# Óleo de algodão
O óleo de algodão é um óleo vegetal derivado da prensagem da semente do algodão.
A utilização do caroço de algodão na produção de óleo alimentício só foi possível depois de ter sido desenvolvido um processo industrial que permitisse a retirada do forte odor apresentado por este produto, em um processo conhecido como desodorização. Embora muito popular, no Brasil o mais consumido é o óleo de soja.

## Características
O óleo de caroço de algodão tem um leve sabor de castanhas. Por ser refinado, normalmente tem aparência límpida, com coloração variando entre a cor dourada claro e o amarelo avermelhado. Este óleo é rico em vitamina D e possui bastante tocoferol, um antioxidante natural. Uma colher de sopa de óleo de algodão pode satisfazer nove vezes a necessidade diária do organismo em vitamina E. Entretanto, alguns nutricionistas recomendam cautela em seu uso, pois trata-se de um óleo que contém muitas gorduras saturadas pouco saudáveis.

## Utilização
Este óleo é muito utilizado para saladas, em maioneses e marinados. Também é usado em frituras, tanto em cozinhas comerciais como nas caseiras, bem como na fabricação de margarinas, porém o mais utilizado no Brasil é o óleo de soja.

## Produção mundial
| 1.  | China          | 1.262.000 |
| 2.  | Índia          | 1.240.400 |
| 3.  | Paquistão      | 384.700   |
| 4.  | Brasil         | 233.921   |
| 5.  | Estados Unidos | 225.000   |
| 6.  | Turquia        | 211.900   |
| 7.  | Uzbequistão    | 176.291   |
| 8.  | Austrália      | 68.200    |
| 9.  | Burquina Fasso | 64.257    |
| 10. | Mali           | 61.600    |